# Karbica
Karbica (Gluphisia) – rodzaj motyli z rodziny garbatkowatych.
Motyl o stosunkowo delikatnie jak na garbatkowatego zbudowanym ciele. Głowa jest zaopatrzona w niezbyt gęsto owłosione oczy złożone, przyoczka i uwstecznioną ssawkę. Obustronnie grzebykowane czułki nie osiągają połowy długości przedniego skrzydła. Tułów odznacza się dużą szerokością. Przednia para skrzydeł jest dość wąska i wydłużona, zaś tylna mała i owalna w kształcie. Na tylnym brzegu przedniego skrzydła brak jest zęba. Użyłkowanie skrzydła tylne charakteryzuje się długim pniem wspólnym żyłki radialnej i pierwszej żyłki medialnej oraz znaczącym zbliżeniem się do siebie odcinków nasadowych trzeciej żyłki medialnej i pierwszej żyłki kubitalnej. Odnóża tylnej pary mają tylko jedną parę ostróg na goleniach.
Rodzaj ten ma zasięg holarktyczny. W krainie palearktycznej występują trzy gatunki: G. irene, G. oxiana i karbica prążkówka, przy czym w Europie tylko ten ostatni. Wszystkie pozostałe gatunki zamieszkują nearktyczną Amerykę Północną.
Takson ten wprowadzony został w 1828 roku przez Jean Baptiste’a Boisduvala. Zalicza się doń 10 opisanych gatunków:
- Gluphisia avimacula Hudson, 1891
- Gluphisia crenata (Esper, 1785) – karbica prążkówka
- Gluphisia irene Saldaitis & Pekarsky, 2016
- Gluphisia lintneri (Grote, 1877)
- Gluphisia meridionalis Kiriakoff, 1963
- Gluphisia oxiana (Djakonov, 1927)
- Gluphisia septentrionis Walker, 1855
- Gluphisia severa H. Edwards, 1886
- Gluphisia tristis Gaede, 1933
- Gluphisia wrightii H. Edwards, 1886